# Messoukro
Messoukro est un village Ivoirien situé au centre de la Côte d'Ivoire , non loin du hameau Dia Andokro et Sossoubo, dans la région du Gbèkè. Son chef-lieu de département est Botro.
C'est un village regorgeant beaucoup d'atouts naturels. La principale activité de ce village est la culture des produits vivriers, mais il faut noter aussi la présence d'une culture industrielle qui est la noix de cajou. Il regorge des minerais tels que l'or, la bauxite, le diamant et la maganaise[Quoi ?].
C'est un village qui dispose de beaucoup de cadres dont l'ancien ministre Michel Amani N'Guessan.